# Sargis Martirosjan
Sargis Martirosjan –en armenio, Սարգիս Մարտիրոսյան– (Vagharshapat, URSS, 14 de septiembre de 1986) es un deportista austríaco de origen armenio que compite en halterofilia. Ganó una medalla de bronce en el Campeonato Europeo de Halterofilia de 2018, en la categoría de 105 kg.

## Palmarés internacional
| Campeonato Europeo | Campeonato Europeo | Campeonato Europeo | Campeonato Europeo |
| Año                | Lugar              | Medalla            | Categoría          |
| ------------------ | ------------------ | ------------------ | ------------------ |
| 2018               | Bucarest (Rumania) | Medalla de bronce  | 105 kg             |